# WDIA (Would Do It Again)
WDIA (Would Do It Again) is een duet van de Armeense zangeres Rosa Linn en de Nederlandse zanger Duncan Laurence uit 2022, beiden oud-deelnemers aan het Eurovisiesongfestival.
Het nummer is geschreven door Roza Kostandyan, Paul Shelton, Chloe Angelides en Tamar Mardirossian en geproduceerd door Ethan Schneiderman en Alex Salibian. De tekst gaat over de emotionele nasleep na een relatiebreuk. Daarbij gaat het om het verlangen om toch samen verder te gaan: "If I could go back, chasing what we had, straight through the pitch black, I would do it again. WDIA bereikte de 14e positie in de Tipparade.